# توماس إم. فرنك
توماس إم. فرنك (بالإنجليزية: Thomas Franck)‏ هو بروفيسور وقاضي أمريكي، ولد في 14 يوليو 1931 في برلين في ألمانيا، وتوفي في 27 مايو 2009 في مانهاتن في الولايات المتحدة.